# Pierre de Colmieu
Pierre de Colmieu, Pietro da Collemezzo, Pietro de Colmier, Pierre de Collemezzo ou Petrus de Collemedio († 25 mai 1253) est un cardinal  du XIIIe siècle. Le nom qui lui est donné est dû à une erreur, il a longtemps été considéré comme un prélat français et garde donc ce nom de manière à le reconnaitre. Pour autant, il conviendrait de l'appeler sous le nom francisé Pierre de Collemezzo.

## Biographie

### Origine
Il est fait mention que la région natale de Pierre est Campania, terme sujet à interprétation. Pierre serait né dans une famille noble à Collemezzo et le cousin d'Odon de Frosinone, cardinal d'Albano et chevalier, d'après un document pontifical de 1250. Il est également dit naître près de Colmier, d'une famille ancienne et noble de Provence.

### Sa carrière
Il commence sa carrière comme chapelain du pape Honorius III puis de Grégoire IX de 1217 à 1236. Alors qu'il porte déjà en 1217 le titre de magister, probablement de l'Université de Paris, Pierre de Colmieu est auditeur à la curie romaine. L'année suivante, il accompagne en qualité de chapelain du pape Pandulfe (en), futur évêque de Norwich, en légation en Angleterre. Le pape Honorius III le confie des missions délicates notamment à Paris, où il réside de 1220 à 1222. 
Professeur à l'Université de Paris, il décline son élection au siège de Châlons en 1226, en 1229 à Tours et Thérouanne. Il entre en service du cardinal légat Romano Bonaventura à la fin 1229, il devient son représentant dans la légation contre les Albigeois. Il est chanoine de la cathédrale de Thérouanne en 1229 et nonce apostolique pour le sud de la France en 1230. Il prend une part active dans la paix signée le 12 avril 1229 entre le roi Louis IX de France et Raymond, comte de Toulouse. Il est prévôt de l'église collégiale  de Notre-Dame de Saint-Omer du 21 février 1230 à décembre 1236 ou il aura un rôle central dans la reprise en main de l'établissement.

### Archevêque de Rouen
À la mort de l'archevêque de Rouen Maurice, Guillaume de Dunelmo, l'archidiacre de Caux, un Anglais également maître à Paris, est élu le 30 mars 1235, mais il refuse la position. Après appel devant le Saint-Siège et une nouvelle élection le 4 avril 1236, Grégoire IX confirme Pierre de Colmieu archevêque de Rouen le 12 août 1236. Il est consacré en la cathédrale de Rouen par l'évêque d'Avranches Guillaume de Saint-Mère-Église le 9 août 1237 et reçoit le pallium le même jour.
Souhaitant éviter les querelles qui oppose l'archevêché à la Couronne sur la forêt de Louviers, un échange est opéré en 1239 contre 106 acres de la forêt de Roumare.
Alors qu'il souhaite rejoindre Rome, il est avec d'autres évêques fait prisonnier en 1er mai 1241 par Enzio, le fils illégitime de l'empereur Frédéric II,. Sa vie est sauvée sur demande du roi Louis IX de France et il sera libéré en 1243. En août/septembre 1243, il est envoyé avec deux futurs cardinaux devant l'empereur pour essayer d'obtenir une trêve dans les hostilités.

### Cardinal d'Albano
Le pape Innocent IV le crée cardinal évêque d'Albano lors du consistoire du 28 mai 1244. Il souscrit aux bulles pontificales entre le 23 janvier 1245 et le 11 juin 1252. Pierre réside alors régulièrement à Lyon. Le chapitre de Rouen procède à des élections qui voit une postulation pour Pierre de Colmieu pour une part des chanoines et l'élection d'Eudes, chanoine par ses pairs. Innocent IV refuse la postulation, les cardinaux devant rester près du pape et casse l'élection d'Eudes pour vice de forme. Il nomme à leur place Eudes Clément. Pierre conserve malgré tout une relation privilégiée avec Rouen. Pierre de Colmieu est reconnu pour la création en 1245 d'un collège de la cathédrale de Rouen qui par son accession au cardinalat d'Albano, donnera son nom à la cour d'Albane. Il participe au premier concile de Lyon en 1245. Il est légat en Allemagne et en Belgique, dans les Pouilles et en Toscane.
Il meurt à Assise le 25 mai 1253 après la célébration de la messe dans l'église Saint-François d'Assise. Son corps est ramené et enterré dans la cathédrale de Rouen.

## Héraldique
Ses armes sont: tranché d'or et d'azur à la chèvre rampante de gueules.